# Carabooda
Carabooda är en del av en befolkad plats i Australien. Den ligger i kommunen Wanneroo och delstaten Western Australia, omkring 41 kilometer norr om delstatshuvudstaden Perth. Antalet invånare är 737.
Närmaste större samhälle är Butler, nära Carabooda. 
Trakten runt Carabooda består till största delen av jordbruksmark. Runt Carabooda är det ganska glesbefolkat, med 34 invånare per kvadratkilometer. Genomsnittlig årsnederbörd är 820 millimeter. Den regnigaste månaden är juli, med i genomsnitt 142 mm nederbörd, och den torraste är januari, med 11 mm nederbörd.